# Accademia dei Trasformati

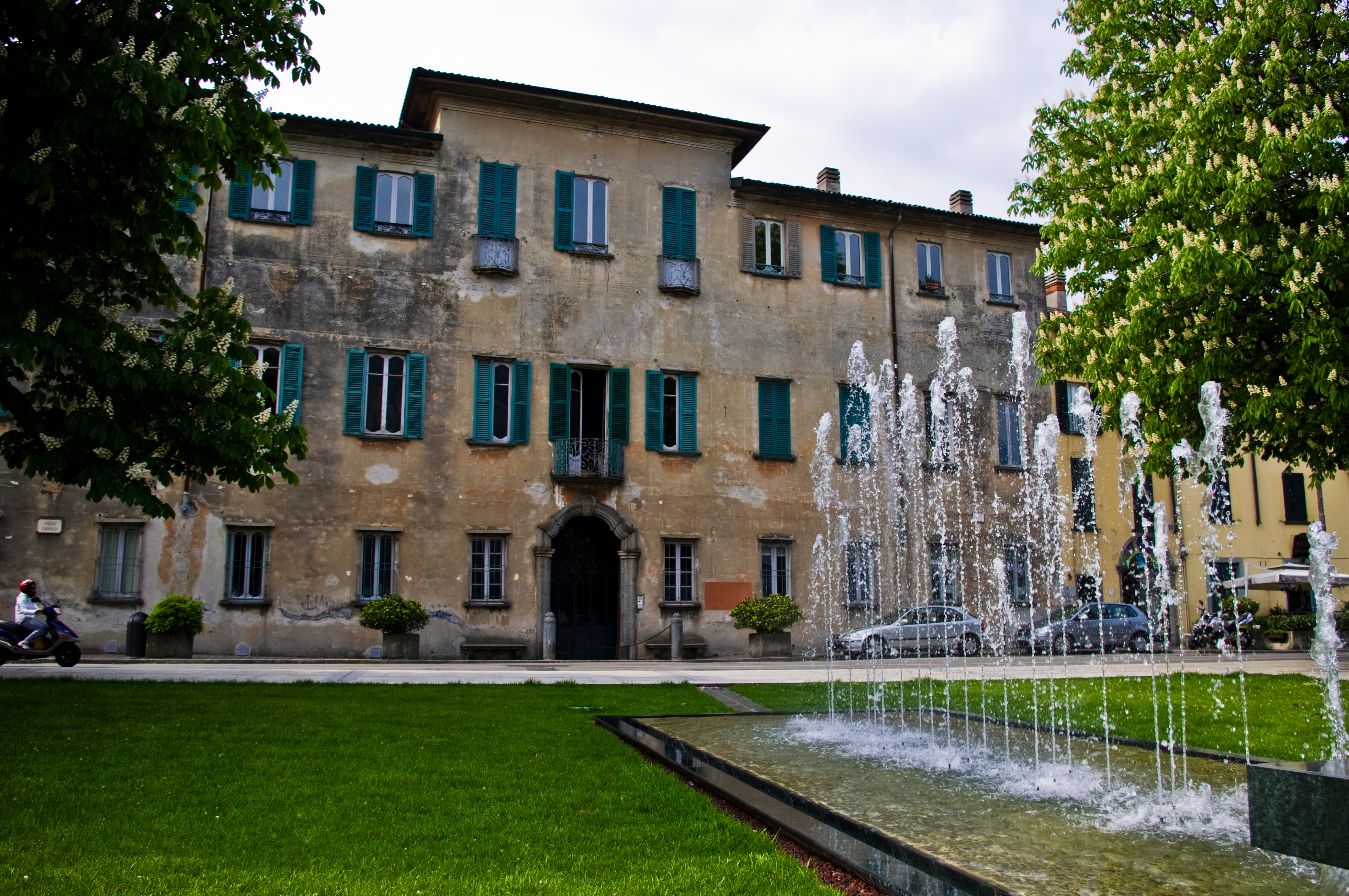
Palazzo Agudio-Consonni in Malgrate, der für die Aktivitäten von Akademikern bestimmt war und in dem Giuseppe Parini, ein Gast des Kanonikers Agudio, viele Teile des Mattino komponiert haben soll

Die Accademia dei Trasformati war eine Akademie, die 1743 in Mailand auf den Grundlagen der gleichnamigen Akademie aus dem 16. Jahrhundert entstand.

## Geschichte
Diese Akademie war 1546 auf Einladung des Markgrafen von Pescara, Alfonso III. d’Avalos, Gouverneur von Mailand, an einige Herren der Stadt gegründet worden. Ihr Symbol war eine Platane und der Gegenstand ihrer Tätigkeit war die italienische Sprache und Dichtung.
Ihr Bewahrer war der Graf Giuseppe Maria Imbonati, der seinen Palast den Akademikern zur Verfügung stellte. Die Akademie setzte sich hauptsächlich aus Adligen und Geistlichen der Oberschicht, aber auch aus Intellektuellen der Mittelschicht und aus bescheidenen wirtschaftlichen Verhältnissen wie Giuseppe Parini selbst oder Domenico Balestrieri zusammen und schlug eine Literatur vor, die sich streng an den Modellen des Klassizismus der Renaissance und an der direkten Lehre der antiken Autoren orientierte, wobei sie versuchte, die Enge des pastoralen arkadischen Modells zu überwinden und sich den Themen des zeitgenössischen Lebens zu öffnen.
Der Baretti und Pietro Verri waren Mitglieder der Akademie, bis er sich von ihr löste, um die Zeitschrift Il Caffè und die Accademia dei Pugni (auch Società dei Pugni genannt) zu gründen. Im Vergleich zu dieser nahm die Accademia dei Trasformati eine gemäßigtere Haltung ein und versuchte, die neuen aufklärerischen Strömungen mit der klassischen Tradition zu versöhnen.
Die Akademiker, die den Transformierten angehörten, trafen sich zweimal im Monat, zusätzlich zu einigen öffentlichen Sitzungen im Laufe des Jahres, und diskutierten über Bücher, die kürzlich erschienen waren, und verschiedene aktuelle Themen, die sich mit zeitgenössischen Problemen befassten. Es war bis 1768 im Palazzo Imbonati untergebracht, dem Haus des Grafen Giuseppe Maria Imbonati.
Der Kanoniker Giuseppe Candido Agudio war in seinem Palast in Malgrate in der Nähe von Lecco ein großzügiger Gastgeber für viele Aktivitäten der Akademiker.